# 沃-弗罗库尔
沃-弗罗库尔（法語：Vaulx-Vraucourt，法語發音：[vo vʁokuʁ]）是法国上法蘭西大區加来海峡省的一个市镇，属于阿拉斯区。该市镇于1821年由原市镇沃村（Vaulx）和弗罗库尔（Vraucourt）合并而成。

## 地理
沃-弗罗库尔（50°8'48"N, 2°54'31"E）面积14.11 平方千米，位于法国上法蘭西大區加来海峡省，该省份为法国北部沿海省份，西北濒北海，南至索姆省，东临北部省。
与沃-弗罗库尔接壤的市镇（或旧市镇、城区）包括：埃库圣曼、弗雷米库尔、伯尼亚特尔、伯尼、拉尼库尔马塞尔、莫尔希、莫里、诺勒伊。
沃-弗罗库尔的时区为UTC+01:00、UTC+02:00（夏令时）。

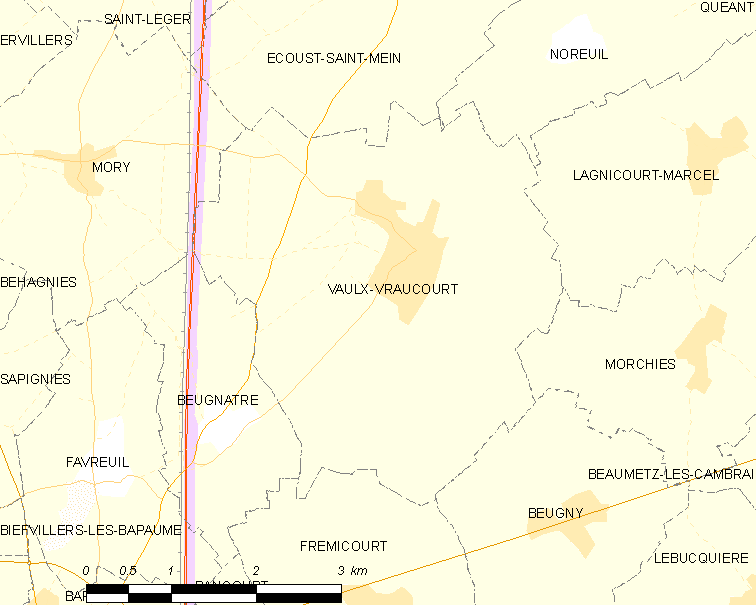
沃-弗罗库尔的OSM定位图

## 行政
沃-弗罗库尔的邮政编码为62159，INSEE市镇编码为62839。

## 政治
沃-弗罗库尔所属的省级选区为巴波姆县。

## 人口

1962-2008年间沃-弗罗库尔人口变化图示

沃-弗罗库尔于2022年1月1日时的人口数量为1096人。